# Cranioleuca pyrrhophia
A Cranioleuca pyrrhophia a madarak (Aves) osztályának verébalakúak (Passeriformes) rendjébe és a fazekasmadár-félék (Furnariidae) családjába tartozó faj.

## Rendszerezése
A fajt Louis Pierre Vieillot francia ornitológus írta le 1818-ban, a Dendrocopus nembe Dendrocopus pyrrhophius néven.

## Alfajai
- Cranioleuca pyrrhophia pyrrhophia (Vieillot, 1818)
- Cranioleuca pyrrhophia rufipennis (P. L. Sclater & Salvin, 1879)
- Cranioleuca pyrrhophia striaticeps (Orbigny & Lafresnaye, 1837)[2]

## Előfordulása
Dél-Amerikában, Argentína, Bolívia, Brazília, Paraguay és Uruguay területén honos. Természetes élőhelyei a szubtrópusi és trópusi síkvidéki esőerdők, száraz erdők és cserjések. Állandó nem vonuló faj.

## Megjelenése
Testhossza 16 centiméter, testtömege 10-16 gramm.

## Életmódja
Ízeltlábúakkal táplálkozik.

## Természetvédelmi helyzete
Az elterjedési területe rendkívül nagy, egyedszáma pedig stabil. A Természetvédelmi Világszövetség Vörös listáján nem fenyegetett fajként szerepel.